# Agenda 21
Agenda 21 är ett handlingsprogram antaget vid FN:s konferens om miljö och utveckling i Rio de Janeiro år 1992. Programmet beskriver hur arbetet för att motverka natur- och miljöförstöring, fattigdom och bristande demokrati skall utvecklas för att våra samhällen skall få en hållbar utveckling. Dokumentet omfattar 1 400 paragrafer fördelade på 40 kapitel. Handlingsprogrammet poängterar vikten av lokalt medborgarengagemang och varje lands lokala myndigheter skall i samarbete med ortsbefolkningen upprätta och följa varsin lokal Agenda 21. Talet 21 syftar på det tjugoförsta århundradet, det vill säga 2000-talet. Genom Parisavtalet som fastställdes under Förenta nationernas klimatkonferens 2015 övergick Agenda 21 och milleniemålen i de globala målen.
I Sverige skall det i varje kommun finnas ett Agenda 21-kontor.[källa behövs]

## Organiserad rörelse mot Agenda 21 i USA
I USA finns en organiserad rörelse mot Agenda 21 på lokal, delstatlig och federal nivå. Republican National Committee har exempelvis antagit en resolution mot Agenda 21 och det Republikanska partiet skriver på sin valplattform att "We strongly reject the U.N. Agenda 21 as erosive of American sovereignty." Flera delstater och kommuner har också övervägt motioner och lagstiftning mot Agenda 21